# Ha-On
Ha-On (hebr.: האון) – moszaw położony w samorządzie regionu Emek ha-Jarden, w Dystrykcie Północnym, w Izraelu.
Leży na południowo-wschodnim brzegu Jeziora Tyberiadzkiego w Dolnej Galilei.

## Historia
Kibuc został założony w 1949. Do sierpnia 2007 był to kibuc, ale z powodu zadłużenia wynoszącego 50 milionów szekli musiał sprzedać swój majątek i powrócił do stanu własności prywatnej.

## Gospodarka
Gospodarka moszawu opiera się na intensywnym rolnictwie i turystyce.